# Vinicius Silvestre
Vinícius Silvestre da Costa, genannt Vinícius Silvestre, (* 28. März 1994 in Guarulhos) ist ein brasilianischer Fußballspieler. Er spielt auf der Position eines Torwarts.

## Karriere
Vinícius begann mit dem Fußballspiel im Nachwuchsbereich des SE Palmeiras. Hier gelang ihm 2013 der Sprung in den Profikader. In der dritten Liga Staatsmeisterschaft von São Paulo 2013 stand er für den B-Kader des Klubs zwei Mal ohne Einsatz im Kader. In der Série A 2012 belegte Palmeiras nur den 18. Platz und musste zum dritten Mal in die zweiten Liga absteigen. In der Série B 2013 stand Vinícius ebenfalls zwei Mal ohne Einsatz im Kader. Palmeiras wurde hier Meister und schaffte den direkten Wiederaufstieg in die obersten Spielklasse Brasiliens. Der Spieler stand aber weiterhin selten im Kader. Sein Debüt gab er im Zuge des neunten Titelgewinns in der Série A 2016. Hier trat er am 33. Spieltag mit Palmeiras beim FC Santos an. In der Série A 2017 war dann häufiger im Kader, die Einsätze blieben aber weiterhin aus.
Zu Saisonbeginn 2018 wurde Vinícius an den AA Ponte Preta ausgeliehen. Die Leihe wurde bis Jahresende 2018 befristet, so dass er im Anschluss zu Palmeiras zurückkehren musste, wo er sein Vertrag noch bis Dezember 2019 lief. Kurz nach Bekanntgabe der Leihe verlängerte Palmeiras mit ihm bis Dezember 2021. Bei Ponte Preta kam er in der Série B 2018 über die Rolle des Reservetorwarts nicht hinaus. Zur Saison 2019 kehrte er nicht zu seinem Stammklub zurück. Der CRB lieh ihn aus. Zunächst nur Reservetorwart, konnte er sich nach dem Ausfall der vor ihn gesetzten Torhüter etablieren. Er bestritt in Série B 2019 zwölf Spiele infolge. Am 6. Oktober brach er sich aber den Daumen und musste operiert werden.
In den Jahren 2020 und 2021 stand Vinícius bei Palmeiras regelmäßig im Kader und konnte diverse Titel feiern, oft ohne Einsatz, so den Copa do Brasil 2020 gegen den Grêmio FBPA (ohne Einsatz) und die Copa Libertadores 2020 gegen den FC Santos sowie die Copa Libertadores 2021 gegen den CR Flamengo. Im April 2021 erhielt er eine Vertragsverlängerung bis Jahresende 2024. Im Juli 2023 verließ er den Klub.
Der Portimonense SC, ein Klub der Primeira Liga in Portugal, hat ein Angebot für ihn abgegeben. Vinícius erhielt hier einen Kontrakt über drei Jahre. Seinen Einstand bei den Portugiesen gab er am 23. Juli in der Taça da Liga zuhause gegen den CF Estrela Amadora. Am 12. August folgte dann sein Debüt auswärts beim Treffen auf den Gil Vicente FC in der Primeira Liga 2023/24. Bis zum 7. Januar 2024 stand er regelmäßig in der Anfangsformation. Am Ende der Saison belegte der Klub den 16. Platz und musste in der Relegation gegen den AVS Futebol SAD antreten. Beide Spiele gingen mit 1:2 verloren. Erst im Rückspiel der Relegation am 2. Juni stand Vinícius seit dem Januar wieder auf dem Platz. In die Liga Portugal 2 2024/25 startete er dann wieder als Stammtorhüter.

## Erfolge
Palmeiras
- Série B: 2013
- Campeonato Brasileiro de Futebol: 2016, 2022
- Copa do Brasil: 2020
- Copa Libertadores: 2020, 2021
- Recopa Sudamericana: 2022
- Staatsmeisterschaft von São Paulo: 2022, 2023